# Служение ради мира
Служение ради мира (англ. Service for Peace, SFP) — неправительственная организация, имеющая консультативный статус в ЭКОСОС ООН.

## Миссия
Служение ради мира — некоммерческая организация, ориентированная на вовлечение волонтеров в текущие программы развития по всему миру. Программы SFP предназначены для дальнейшего роста и развития отдельных лиц и сообществ посредством обмена опытом волонтерской службы.

## История
Служение ради мира было основано гарвардским предпринимателем Мун Хён Джином в 2002 году.

## Партнёрство на день Мартина Лютера Кинга
День Мартина Лютера Кинга, который отмечается в третий понедельник января каждого года. С 1994 года Конгрессом США был принят закон о проведении общенациональных проектов служения во благо общества в День МЛК, который стал называться Днём служения Кинга. Служение ради мира с 2004 года ежегодно участвует в этих проектах и организовала более 300 проектов в 13 штатах США и в других странах. В 2004 году Служение ради мира организовало проекты служения, на которых участвовало 100 волонтёров. В 2006 году Служение ради мира организовало проекты служения, на которых участвовало 2000 волонтёров. В том же году Служение ради мира получило грант от Freddie Mac на создание мемориального сада для молодых жертв огнестрельного насилия. В 2005 году Служение ради мира получило грант в 80 тыс. долларов США от Корпорации государственных и муниципальных служб на волонтёрскую деятельность последующего года. В том же году Служение ради мира совместно с фондом Лучи света провела межрелигиозную программу в Католическом университете в Вашингтоне. В 2006 году Служение ради мира организовало проекты служения, на которых участвовало 2000 волонтёров.
В 2007 году Служение ради мира организовало Праздник Мартина Лютера Кинга в Луисвилле (штат Кентукки) задействовав служащих крупнейших ретейлеров США — Wal Mart и Home Depot в волонтёрских работах по освежению улиц и прибрежных линий — покраске, побелке, уборке, прополке; по озеленению пришкольных усадеб растениями, аромат которых привлекает бабочек; по служению людям с ограниченными умственными и физическими способностями. В 2008 году Служение ради мира подготовило программу, по которой проводились на национальном уровне волонтёрские работы а также получило правительственный грант на сумму $97500 для мобилизации в последующем году новых волонтёров и организаций, не участвовавших ранее на Празднике Кинга. 
В 2009 году 19 января, за день до инаугурации 44-го Президента США и на 80-ю годовщину со дня рождения Мартина Лютера Кинга, Служение ради мира совместно с другими волонтёрскими организациями руководило общенациональными проектами служения, на котором участвовал Обама, рука об руку со студентами из 130 кампусов со всей страны, которые в свою очередь получили правительственные гранты на проведение данного мероприятия. В 2010 году в рамках празднования Дня Мартина Лютера Кинга, Служение ради мира участвовало в проектах служения по всей стране. В этот день принимали участие 20 мэров городов, выполняющие различные общественные работы во благо общества вместе с горожанами.
В 2011 году в память об 11 сентября 2001 года вместе со служащими Home Depot Служение ради мира занялось покраской и восстановлением пяти локальных пожарных станций, очистили 23 га болотистой местности, собрали 18 тонн мусора, и украсили пейзаж 16 км дорог, в общей сложности организовав 296 проектов с задействованием более 16700 волонтёров в проектах по грамоте, финансовому образованию, ненасилию, искоренению нищеты, защите окружающей среды, миротворчеству, озеленению и здравоохранению. В 2012 году организация продолжила партнёрство с правительством США в этот праздник.